# Golden Airport
Golden Airport är en flygplats i Kanada. Den ligger i den centrala delen av landet, 3 100 km väster om huvudstaden Ottawa. Golden Airport ligger 784 meter över havet.
Terrängen runt Golden Airport är bergig åt sydost, men åt nordväst är den kuperad. Golden Airport ligger nere i en dal. Trakten runt Golden Airport är nära nog obefolkad, med mindre än två invånare per kvadratkilometer.. Närmaste större samhälle är Golden, 0,93 km öster om Golden Airport.
I omgivningarna runt Golden Airport växer i huvudsak barrskog.